# Осиповка (Омская область)
О́сиповка — деревня в Горьковском районе Омской области России, в составе Лежанского сельского поселения.
Основана в 1900 году.
Население — 135 чел. (2021 г.).

## Физико-географическая характеристика
Деревня находится в северной лесостепи, в пределах Омского увала, западной слегка возвышенности части Барабинской низменности, относящейся Западно-Сибирской равнины. В окрестностях деревни распространены чернозёмы. Гидрографическая сеть не развита: реки и озёра отсутствуют.
По автомобильным дорогам расстояние до областного центра города Омск составляет 52 км, до районного центра посёлка Горьковское — 75 км, до административного центра сельского поселения села Лежанка — 14 км.

## История
Основано в 1900 году выходцами из Южной России (по другим данным из Волыни). На момент основания верующие — преимущественно католики и лютеране. Население — немцы. В 1901 году выдан отводной документ, площадь — 760 десятин. Основное занятие населения — скотоводство и полеводство. В деревне имелись кузницы, ветряные мельницы.
До 1917 года деревня входила в состав Кулачинской волости Тюкалинского уезда Тобольской губернии, а в 1917—1924 годах — в составе Бородинской волости Омского уезда Омской губернии. В течение 1924—1932 годов последовательно входила в состав Бородинского, Омского и Саргатского районов, а с 1932 года вошла в Иконниковский (Горьковский) район.
В 1927 году открылась начальная школа. В 1932 году образовалась сельскохозяйственная артель «Роте Фане», в 1951 году вошла в состав укрупненного колхоза им. Молотова, в 1958 году вошла в состав колхоза-гиганта «Советская Сибирь», а в 1973 году — в колхоз «Дружба».
18 апреля 2020 года в результате крупного пожара выгорела почти половина деревни, это 10 дворов. По словам местных жителей, неизвестные подожгли сухую траву в соседнем селе. Пламя пришло сплошной стеной по полям и лесам, усложнял ситуацию штормовой ветер.

## Население
| 1918 | 1920 | 1926 | 1930 | 1970 | 1979 | 1989 |
| ---- | ---- | ---- | ---- | ---- | ---- | ---- |
| 158  | ↗196 | ↗312 | ↗337 | ↘266 | ↘219 | ↘181 |
| 2002 | 2010 | 2021 |      |      |      |      |
| ↗202 | ↘164 | ↘135 |      |      |      |      |

## Инфраструктура
В деревне действуют клуб и библиотека.